# Повіт Ірума
Пові́т Ірума́ (яп. 入間郡, いるまぐん, МФА: [iɾuma guɴ]) — повіт в префектурі Сайтама, Японія.